# Unidad de medida

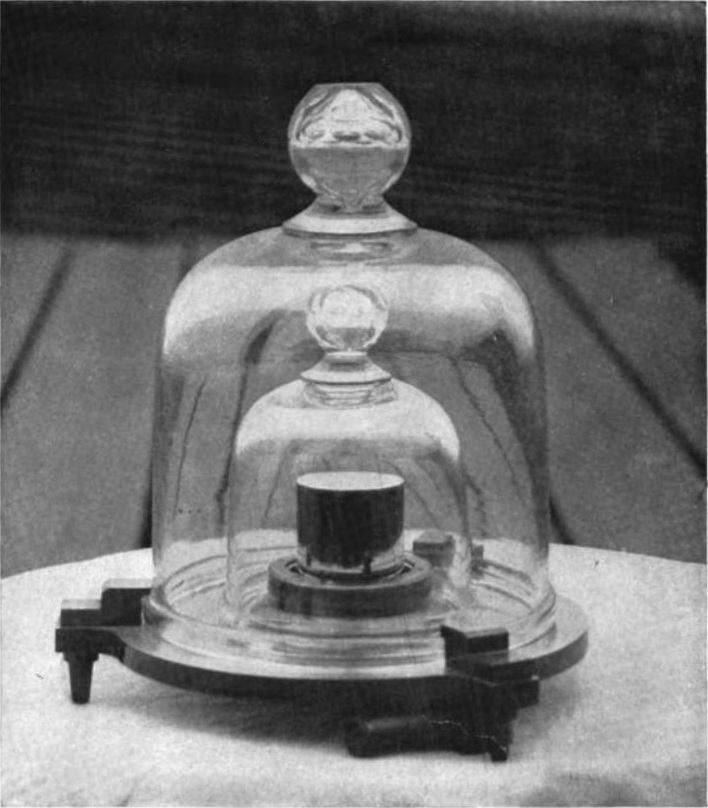
Copia exacta, hecha en 1884, del kilogramo prototipo internacional registrada en la Oficina Internacional de Pesas y Medidas, en Sèvres (Francia), que define la unidad de masa en el SI, el sistema métrico moderno

Una unidad de medida es una cantidad de una determinada magnitud física, definida y adoptada por convención o por ley. Cualquier valor de una cantidad física puede expresarse como un múltiplo de la unidad de medida. Para entender mejor las mismas, hay que saber como se pueden convertir en otras unidades de medida.
Una unidad de medida toma su valor a partir de un patrón o de una composición de otras unidades definidas previamente. Las primeras unidades se conocen como unidades básicas o de base (fundamentales), mientras que las segundas se llaman unidades derivadas.
Un conjunto de unidades de medida en el que ninguna magnitud tenga más de una unidad asociada es denominado sistema de unidades.
Todas las unidades denotan cantidades escalares. En el caso de las magnitudes vectoriales, se interpreta que cada uno de los componentes está expresado en la unidad indicada.

## Historia
Las unidades de medida estuvieron entre las primeras herramientas inventadas por los seres humanos. Las sociedades primitivas necesitaron medidas rudimentarias para muchas tareas: la construcción de moradas, la confección de ropa o la preparación de alimentos y materias primas.
Los sistemas de pesos y medidas más antiguos que se conocen parecen haber sido creados entre el cuarto milenio y el tercero antes de Cristo, entre los antiguos pueblos de Mesopotamia, Egipto y el valle del Indo, y quizás también en Elam y Persia. Los pesos y las medidas se mencionan asimismo en la Biblia (Lev. 19, 35-36) como un mandato que exige honestidad y medidas justas.
Muchos sistemas de medición estuvieron basados en el uso de las partes del cuerpo humano y los alrededores naturales como instrumentos de medición.

## Sistemas tradicionales de medidas

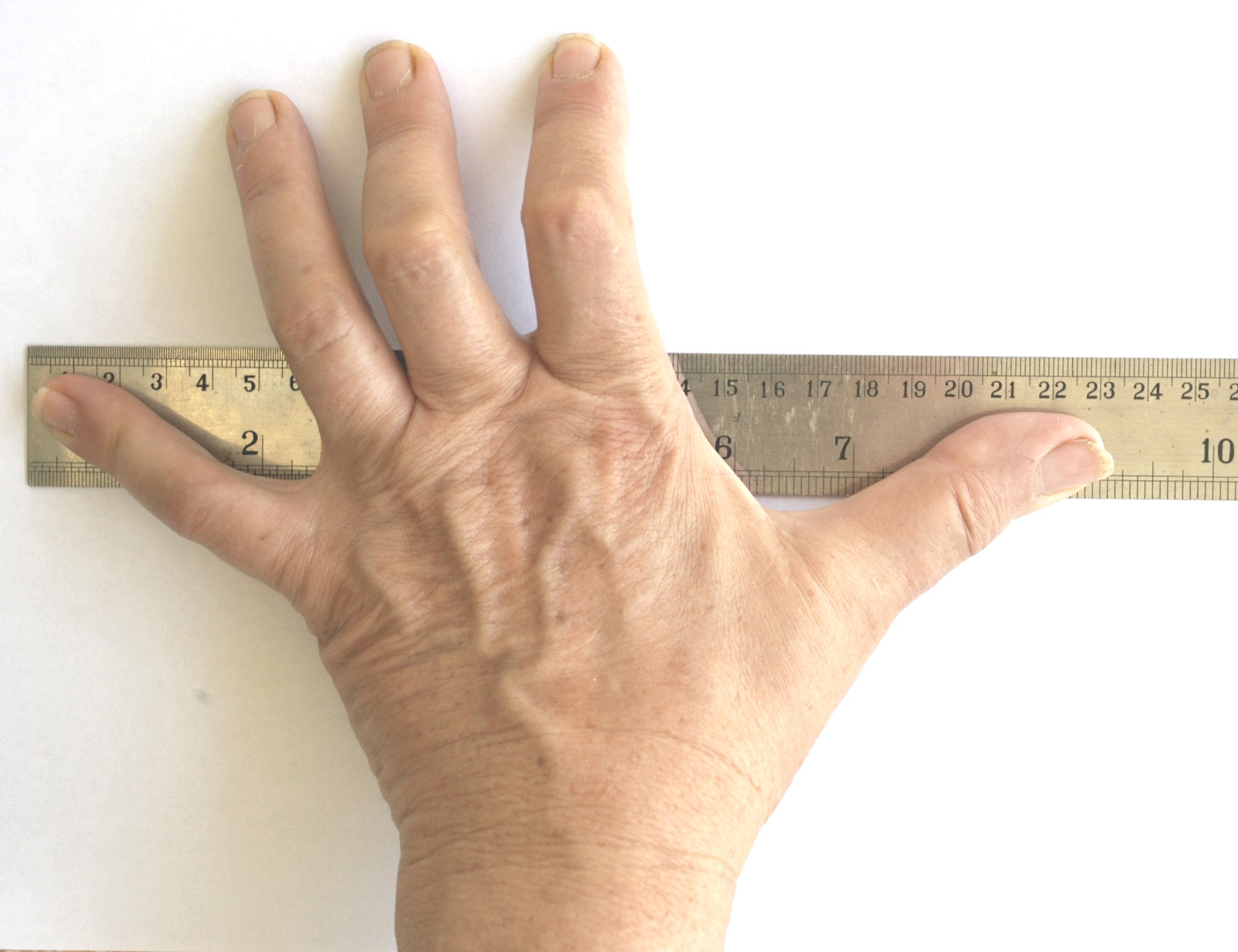
Unidad de medida con el palmo, alrededor de 22 cm.

Los sistemas tradicionales basan sus unidades de medición de distancia en las dimensiones del cuerpo humano. La pulgada representa el largo de la falange  distal de un pulgar, de donde toma su nombre. El pie representaba originalmente la longitud de un pie humano aunque esta unidad se transformó con el tiempo en el equivalente a 12 pulgadas en el sistema anglosajón. La yarda, por otro lado, representa la longitud desde la punta de la nariz hasta la punta del dedo medio. Una braza correspondía a la distancia de punta a punta de los dedos medios con los brazos extendidos. Otras unidades eran el palmo (la longitud de la palma de la mano) y el codo (aproximadamente la longitud del antebrazo). Para distancias mayores, existía la milla, unidad de medida creada en la antigua Roma que equivalía originalmente a 2000 pasos de una legión. Sobre la base de la milla, los romanos definieron el estadio de tal forma que ocho estadios correspondían a una milla. Asimismo, la legua en la antigua Roma equivalía a aproximadamente una milla y media.
En la mayoría de los países europeos se utilizaban medidas de peso basadas en la libra. Esta unidad, cuyo nombre proviene del latín libra pondo, se dividía en doce onzas (del latín uncia, que significa ‘doceava parte’). Sin embargo, en algunos países durante la Edad Media se utilizaron libras que se dividían en 16 onzas. Otra unidad tradicional de peso era el grano, que en el sistema inglés actual equivale a 64,79891 mg. A partir de esta unidad, la libra se definía como 5760 granos en algunos casos o como 7000 granos en otros casos. Asimismo, en joyería se usa una unidad llamada grano métrico, que equivale a 0,25 quilates o 50 mg. En la península ibérica, un quintal equivalía a 100 libras (lo que actualmente serían unos 46 kg); la cuarta parte de un quintal se denominaba una arroba (del árabe ar rub', ‘cuarta parte’).
Los movimientos del Sol y de la Luna determinaron las unidades tradicionales de tiempo. El movimiento aparente del Sol desde su salida en el horizonte hasta la siguiente, su puesta hasta la siguiente o los sucesivos pasos por un meridiano, dependiendo de la cultura, definieron el día. Los babilonios dividieron el tiempo entre la salida y la puesta del Sol en doce partes que conocemos ahora como horas. Con la invención de los relojes mecánicos fue posible dividir también la noche, por lo que actualmente un día completo se compone de 24 horas. Una hora se dividió en 60 minutos y estos, a su vez, quedaron divididos en 60 segundos (no obstante, el segundo actual tiene una definición moderna independiente de la definición del día). De la religión judía, las naciones cristianas y musulmanas heredaron la definición de semana: un período de siete días. Por otra parte, el movimiento del Sol observado con respecto a las estrellas lejanas definió el año. Puesto que el período de traslación de la Tierra no es un número entero de días, existió la necesidad de introducir el año bisiesto en el calendario juliano y el calendario gregoriano. A partir del año se definieron unidades más grandes de tiempo como el siglo (cien años) y el milenio (mil años). El periodo de traslación de la Luna alrededor de la Tierra definió el concepto del mes. Puesto que este periodo no corresponde a un número entero de días, diversas culturas tuvieron diferentes definiciones de mes. En el actual calendario occidental, los meses pueden durar 28, 29, 30 o 31 días, dependiendo del caso.

## Sistema Internacional de Unidades (SI)
El Sistema Internacional de Unidades es la forma actual del Sistema Métrico Decimal y establece las unidades que deben ser utilizadas internacionalmente. Fue creado por el Comité Internacional de Pesas y Medidas con sede en Francia en el año 1960 . En él se establecen 7 magnitudes fundamentales, con los patrones para medirlas:
1. Longitud
2. Masa
3. Tiempo
4. Intensidad eléctrica
5. Temperatura
6. Intensidad luminosa
7. Cantidad de sustancia

También establece muchas magnitudes derivadas, que no necesitan de un patrón, por estar compuestas de magnitudes fundamentales.

### Patrón de medida
Un patrón de medidas es el hecho aislado y conocido que sirve como fundamento para crear una unidad de medir magnitudes. Muchas unidades tienen patrones, pero en el Sistema Internacional solo las unidades básicas tienen patrones de medidas. Los patrones nunca varían su valor, aunque han ido evolucionando porque los anteriores establecidos eran variables y se establecieron otros diferentes considerados invariables.
Un ejemplo de un patrón de medida sería: «Patrón del segundo: Un segundo es la duración de 9 192 631 770 oscilaciones de la radiación emitida en la transición entre los dos niveles hiperfinos del estado fundamental del isótopo 133 del átomo de cesio (133Cs), a una temperatura de 0 K».
De todos los patrones del Sistema Internacional, solo existe la muestra material de uno: el kilogramo, conservado en la Oficina Internacional de Pesos y Medidas. De ese patrón se han hecho varias copias para distintos países.
Los siete patrones definidos por el Sistema Internacional de Unidades son:
| 1. Segundo 2. Metro 3. Amperio 4. Mol 5. Kilogramo 6. Kelvin 7. Candela | (tiempo) (longitud) (intensidad de corriente eléctrica) (cantidad de sustancia) (masa) (temperatura) (intensidad luminosa) |

### Sistema Cegesimal
Asociado al Sistema Internacional se encuentra el Sistema Cegesimal (o sistema CGS) que es un sistema de unidades mecánicas (es decir, unidades que miden magnitudes utilizadas en mecánica: longitud, masa, tiempo y sus derivadas) basado en tres unidades fundamentales que son submútiplos de unidades del SI: el centímetro, el gramo y el segundo. El sistema CGS a veces es extendido a magnitudes no mecánicas, como las empleadas en electromagnetismo, combinando el uso de las unidades gaussianas (véase más adelante, unidades naturales en electromagnetismo).

## Sistemas naturales de unidades
En algunas disciplinas es conveniente definir sistemas de unidades que permiten simplificar los cálculos y las mediciones. Estos sistemas definen sus unidades a partir de magnitudes que ocurren de manera frecuente en la naturaleza. Entre las disciplinas donde ocurre esto están la astronomía, el electromagnetismo, la física de partículas y la física atómica.

### En astronomía
En astronomía es muy común encontrar unidades definidas a partir de magnitudes física de ciertos objetos. Diferentes unidades de longitud están definidas a partir de distancias astronómicas:
- Unidad astronómica (UA), definida originalmente como la distancia media desde el Sol a la Tierra (actualmente fijada en 149 597 870 700 m).[23]
- Pársec (PC), definido como la distancia a la cual una unidad astronómica subtiende un ángulo de 1 segundo de arco.
- Año luz (AL), definido como la distancia recorrida por la luz en el vacío durante un año.

Es muy común el uso de las magnitudes físicas del Sol para definir unidades que, de otra manera, serían extremadamente grandes:
- Masa solar (M⊙), aproximadamente 1,9891 × 1030 kg.
- Radio solar (R⊙), 6,96 × 108 m.
- Luminosidad solar (L⊙), 3.846 × 1026 W.
- Constante solar (I⊙), la irradiancia debida al Sol a una distancia de 1 au: 1361 W/m².
- Temperatura solar (T⊙), la temperatura en la fotosfera del Sol: 5778 K.

Otras unidades naturales empleadas en astronomía, aunque menos frecuentemente son el radio terrestre, la masa terrestre, la masa de Júpiter, etc.

### En física cuántica y relativista
En las diferentes subdisciplinas de la física que utilizan los modelos relativistas y cuánticos, como la física atómica, la física nuclear, la física de partículas, etc., es común definir sistemas de unidades donde las diferentes constantes fundamentales toman el valor de la unidad. Las constantes que se suelen establecer iguales a uno son: la constante de Planck reducida (ħ), la velocidad de la luz (c), la constante de gravitación universal (G), la constante de Boltzmann (kB), la carga del electrón (e), la masa del electrón (me) y la masa del protón (mp). Otras elecciones comunes son definir ciertas cantidades en términos de la constante de estructura fina (α):
{\displaystyle \hbar ={\frac {1}{\alpha }}{\text{ o }}c={\frac {1}{\alpha }}}.
Otra unidad comúnmente utilizada como unidad de energía es el electronvoltio (eV) definido como la cantidad de energía adquirida por un electrón al acelerarse en una diferencia de potencial de un voltio. Es decir, en unidades del SI esto es 1,602176462 × 10−19 J.
En la siguiente tabla se resumen las definiciones comunes para diferentes sistemas de unidades.
| Cantidad y Símbolo / Sistema de unidades                                              | Planck (con unidades gaussianas)                  | Stoney                                                          | Hartree                                                 | Rydberg                                                  | «Natural» (con unidades de Lorentz–Heaviside)                      | «Natural» (con unidades gaussianas)                                |
| ------------------------------------------------------------------------------------- | ------------------------------------------------- | --------------------------------------------------------------- | ------------------------------------------------------- | -------------------------------------------------------- | ------------------------------------------------------------------ | ------------------------------------------------------------------ |
| Velocidad de la luz en el vacío {\displaystyle c\,}                                   | {\displaystyle 1\,}                               | {\displaystyle 1\,}                                             | {\displaystyle {\frac {1}{\alpha }}\ }                  | {\displaystyle {\frac {2}{\alpha }}\ }                   | {\displaystyle 1\,}                                                | {\displaystyle 1\,}                                                |
| Constante de Planck reducida {\displaystyle \hbar ={\frac {h}{2\pi }}}                | {\displaystyle 1\,}                               | {\displaystyle {\frac {1}{\alpha }}\ }                          | {\displaystyle 1\,}                                     | {\displaystyle 1\,}                                      | {\displaystyle 1\,}                                                | {\displaystyle 1\,}                                                |
| Carga del electrón {\displaystyle e\,}                                                | {\displaystyle {\sqrt {\alpha }}\,}               | {\displaystyle 1\,}                                             | {\displaystyle 1\,}                                     | {\displaystyle {\sqrt {2}}\,}                            | {\displaystyle {\sqrt {4\pi \alpha }}}                             | {\displaystyle {\sqrt {\alpha }}}                                  |
| Constante de Josephson {\displaystyle K_{\text{J}}={\frac {e}{\pi \hbar }}\,}         | {\displaystyle {\frac {\sqrt {\alpha }}{\pi }}\,} | {\displaystyle {\frac {\alpha }{\pi }}\,}                       | {\displaystyle {\frac {1}{\pi }}\,}                     | {\displaystyle {\frac {\sqrt {2}}{\pi }}\,}              | {\displaystyle {\sqrt {\frac {4\alpha }{\pi }}}\,}                 | {\displaystyle {\frac {\sqrt {\alpha }}{\pi }}\,}                  |
| Constante de von Klitzing {\displaystyle R_{\text{K}}={\frac {2\pi \hbar }{e^{2}}}\,} | {\displaystyle {\frac {2\pi }{\alpha }}\,}        | {\displaystyle {\frac {2\pi }{\alpha }}\,}                      | {\displaystyle 2\pi \,}                                 | {\displaystyle \pi \,}                                   | {\displaystyle {\frac {1}{2\alpha }}}                              | {\displaystyle {\frac {2\pi }{\alpha }}}                           |
| Constante de gravitación universal {\displaystyle G\,}                                | {\displaystyle 1\,}                               | {\displaystyle 1\,}                                             | {\displaystyle {\frac {\alpha _{\text{G}}}{\alpha }}\,} | {\displaystyle {\frac {8\alpha _{\text{G}}}{\alpha }}\,} | {\displaystyle {\frac {\alpha _{\text{G}}}{{m_{\text{e}}}^{2}}}\,} | {\displaystyle {\frac {\alpha _{\text{G}}}{{m_{\text{e}}}^{2}}}\,} |
| Constante de Boltzmann {\displaystyle k_{\text{B}}\,}                                 | {\displaystyle 1\,}                               | {\displaystyle 1\,}                                             | {\displaystyle 1\,}                                     | {\displaystyle 1\,}                                      | {\displaystyle 1\,}                                                | {\displaystyle 1\,}                                                |
| Masa del electrón {\displaystyle m_{\text{e}}\,}                                      | {\displaystyle {\sqrt {\alpha _{\text{G}}}}\,}    | {\displaystyle {\sqrt {\frac {\alpha _{\text{G}}}{\alpha }}}\,} | {\displaystyle 1\,}                                     | {\displaystyle {\frac {1}{2}}\,}                         | {\displaystyle 511{\text{ keV}}}                                   | {\displaystyle 511{\text{ keV}}}                                   |

### En electromagnetismo
En electromagnetismo es posible definir un sistema de unidades natural a partir de la ley de Coulomb, que permite calcular la fuerza ejercida entre dos cargas eléctricas {\displaystyle q_{1}} y {\displaystyle q_{2}} en función de la distancia {\displaystyle r} que separa a dichas cargas:
{\displaystyle |\mathbf {F} |=K{\frac {q_{1}q_{2}}{r^{2}}}.}
{\displaystyle K} es una constante cuyo valor depende del sistema de unidades elegido (en el SI, tiene un valor aproximado de 9 × 109 N m² C−2). En este sistema de unidades natural —conocido como sistema gaussiano de unidades— se escoge el valor de dicha constante igual a la unidad. De esta manera, dos cargas eléctricas de 1 statC (statcoulomb, la unidad de carga eléctrica definida en este sistema de unidades) de magnitud separadas una distancia de 1 cm sienten una fuerza de 1 dyn de magnitud. A partir de esto se pueden definir otras unidades como el statamperio (1 statC/s), etc. Las unidades del sistema gaussiano en muchas ocasiones son consideradas como parte del sistema CGS.

## Tablas de conversión
Las unidades del SI no han sido adoptadas en el mundo entero. Los países anglosajones utilizan muchas unidades del SI, pero todavía emplean unidades propias de su cultura, como el pie, la libra, la milla, etc. En Estados Unidos, el SI no es utilizado cotidianamente fuera del ámbito de la ciencia y la medicina.
En la navegación todavía se usan la milla y la legua náuticas. En las industrias del mundo todavía se utilizan unidades como: PSI, BTU, galones por minuto, granos por galón, barriles de petróleo, etc. Por eso todavía son necesarias las tablas de conversión, que convierten el valor de una unidad al valor de otra unidad de la misma magnitud. Ejemplo: Con una tabla de conversión se convierten 5 p a su valor correspondiente en metros, que sería de 1,524' m.

### Errores de conversión
Al convertir unidades se cometen inexactitudes, ya que, a veces, el valor convertido no equivale exactamente a la unidad original, debido a que, el valor del factor de conversión puede ser inexacto.
Ejemplo: 5 lb son aproximadamente 2,268 kg, porque el factor de conversión indica que 1 lb vale aproximadamente 0,4536 kg. No obstante, 5 lb equivalen a 2,26796185 kg, porque el factor de conversión ha sido definido de tal manera que 1 lb equivale exactamente a 0,45359237 kg.
Sin embargo, la conversión de unidades es usada frecuentemente pues, en general, basta tener valores aproximados.

## Tipos de unidades de medidas
Dependiendo de las magnitudes físicas que se requieran medir, se utilizan diferentes tipos de unidades de medida. Entre estos podemos mencionar los siguientes tipos:
1. Unidades de capacidad
2. Unidades de densidad
3. Unidades de energía
4. Unidades de fuerza
5. Unidades de longitud
6. Unidades de masa
7. Unidades de peso específico
8. Unidades de potencia
9. Unidades de superficie
10. Unidades de temperatura
11. Unidades de tiempo
12. Unidades de velocidad
13. Unidades de viscosidad
14. Unidades de volumen
15. Unidades eléctricas

## Símbolos
Muchas unidades tienen un símbolo asociado, normalmente formado por una o varias letras del alfabeto latino o griego (por ejemplo, «m» simboliza «metro»). Este símbolo se ubica a la derecha de un factor que expresa cuántas veces dicha cantidad se encuentra representada (por ejemplo, «5 m» quiere decir «cinco metros»).
Es común referirse a un múltiplo o submúltiplo de una unidad, los cuales se indican ubicando un prefijo delante del símbolo que la identifica (por ejemplo, «km», símbolo de «kilómetro», equivale a «1000 metros»).
Siguiendo otro ejemplo una medida concreta de la magnitud «tiempo» podría ser expresada por la unidad «segundo», junto a su submúltiplo «mili» y su número de unidades (12). De forma abreviada: t = 12 ms (los símbolos de magnitudes se suelen expresar en cursiva, mientras que los de unidades se suelen expresar en letra redonda).

## Factores de conversión de unidades
Algunos factores de conversión entre sistemas de unidades comunes y el Sistema Internacional son:
- Tiempo
  - 1 h = 60 min = 3600 s
  - 1 min = 60 s
  - 1 día = 24 h = 1440 min

- Longitud
  - 1 m = 100 cm = 39,4 in = 3,28 ft
  - 1 ft = 12 in = 0.305 m
  - 1 km = 1000 m = 0.621 mi
  - 1 mi = 5280 ft = 1609 m
  - 1 yarda = 0,915 m

- Masa
  - 1 kg = 1000 g = 0,0685 slug
  - 1 slug = 14,6 kg = 32,2 Lbmasa
  - 1 oz = 0,0283 kg
  - 1 tonelada inglesa = 907 kg
  - 1 tonelada métrica = 1000 kg

- Área
  - 1 m² = 10000 cm² = 10,76 ft²
  - 1 cm² = 0.155 in²
  - 1 ft² = 144 in² = 9.29*10-2 m²,

- Volumen
  - 1 m³ = 1000 L = 1 000 000 cm³ = 35,3 ft³
  - 1 ft³ = 2.83*10-2 m³ = 28.3 L
  - 1 galón = 3,785 ℓ

- Fuerza
  - 1 newton = 0,225 Lbfuerza = 100000dinas
  - 1Lbfuerza = 4,42 N = 32,2 Poundal

- Presión
  - 1 pascal = 1 N/m² = 2.09×10-2 lb/ft² = 1.45×10-4 lb/in²
  - 1 atm = 1,013×105 Pa = 14,7 lb/in² (PSI) = 760 mm Hg